# Rodalia de Sant Sebastià
La xarxa de Rodalia de Sant Sebastià (Donostiako Aldirikoak en Basc i Cercanías San Sebastián en Castellà) és un dels sistemes de Renfe Rodalies que dona servei a la ciutat de Sant Sebastià, els municipis de la seva àrea metropolitana est i els municipis situats a la vall del riu Oria i del riu Deva fins Oñate.
Aquesta xarxa es troba a la línia ferroviària Madrid-Irun, pel que els trens de rodalia comparteixen vies amb els serveis regionals i de llarg recorregut. El traçat és electrificat i de doble via.
El nucli té una única línia, C-1, que uneix Irun i Oñate passant per Sant Sebastià. La línia utilitza trens de la sèrie 440 de Renfe reformats.